# Naomi Broady
Naomi Broady (født 28. februar 1990 i Stockport, Storbritannien) er en professionel tennisspiller fra Storbritannien.